# Landbrug
Een landbrug is in de biogeografie en paleogeografie een tijdelijke verbinding tussen twee landmassa’s waarover biologische soorten (zowel dieren als planten) migreren om nieuwe gebieden te koloniseren.
Landbruggen kunnen ontstaan door regressie (het dalen van het zeeniveau door eustasie), waarbij voordien onder water liggende delen van het continentaal plat boven water komen te liggen. Veel voorkomende oorzaken voor het ontstaan van landbruggen zijn tektonische opheffing van de aardkorst aan de rand van tektonische platen of post-glaciale opheffing bij het afsmelten van ijskappen.

## Voorbeelden
Tijdens het laatste glaciaal bevond de zeespiegel zich rond 20.000 jaar geleden (tijdens het Laat-paleolithicum) op zijn laagste punt. Op veel plekken ter wereld ontstonden landbruggen. Het bekendste voorbeeld is de Beringlandbrug tussen Alaska en Siberië, men neemt aan dat via deze landbrug de eerste moderne mensen Noord-Amerika bereikten. Tegelijkertijd waren Groot-Brittannië en Ierland met het vasteland van Europa verbonden.
Ook tegenwoordig kunnen sommige verbindingen als landbrug worden gezien. Een voorbeeld is het Sinaïschiereiland dat Afrika met Azië verbindt. Vroege mensachtigen migreerden waarschijnlijk van Afrika naar andere werelddelen over deze landbrug.
Een door tektoniek veroorzaakte landbrug is de landengte van Panama die Noord- en Zuid-Amerika met elkaar verbindt. De Cocosplaat, een oceanische tektonische plaat ten westen van Midden- en Zuid-Amerika subduceert onder de Noord-Amerikaanse plaat en de Zuid-Amerikaanse plaat. Hierbij ontstond eerst een eilandboog en later een landbrug.

## Landbruggentheorie
Voor de ontwikkeling van de theorie van platentektoniek in de jaren zestig werden landbruggen door fixisten gebruikt om het voorkomen van uitgestorven soorten aan weerszijden van oceanen te verklaren, als alternatief voor het idee van continentverschuiving. Er werden verschillende plekken in de oceanen aangewezen, waar in het verleden landbruggen zouden hebben gelegen. Bekende voorbeelden waren Atlantis in de Atlantische Oceaan en het veronderstelde continent Lemuria, dat in de Indische Oceaan zou hebben gelegen. Toen van 1924 tot 1927 de bathymetrie van de oceanen in kaart werd gebracht door echoloodmetingen, werden echter geen sporen van de veronderstelde verdronken landbruggen gevonden.

Beringlandbrug
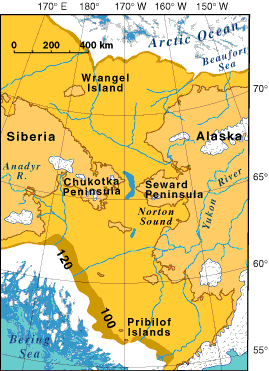
20.000 BP - landbrug door de Beringstraat
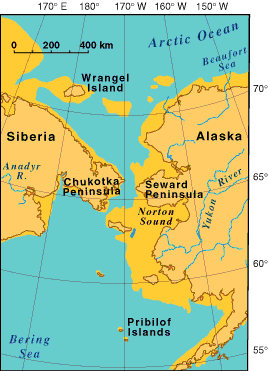
10.000 jaar BP - de ijskap smelt
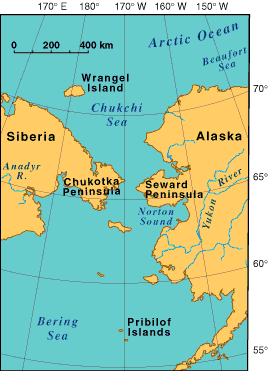
huidige situatie